# Børns
Børns (настоящее имя Гарретт Борнс, англ. Garrett Borns; род. 7 января 1992, Гранд-Хейвен, штат Мичиган, США) — американский певец и автор песен. Начал свою карьеру в 2013 году, спустя год подписал контракт с американским лейблом Interscope, на котором были изданы его мини-альбом Candy в том же году, а также дебютный студийный альбом Dopamine в 2015 году.

## Биография

### Ранняя жизнь и карьера
Гарретт Борнс родился 7 января 1992 года в городе Гранд-Хейвен, штат Мичиган, США. Взрослея, Гарретт стал увлекаться искусством. В возрасте десяти лет увлекался фокусами, и друзья называли его «Гарреттом Великим». Будучи учеником седьмого класса средней школы Уайт-Пайнс, Борнс получил награду «Золотой ключ» на премии Национальная художественная премия компании «Scholastic», а также стипендию в размере 8,000 долларов на обучение в Колледже искусства и дизайна «Кендалл».
В начале своей музыкальной карьеры Гарретт Борнс выступал под своим настоящим именем на многих мероприятиях, включая конференцию «TEDx», исполняя различную музыку на укулеле. В 2013 году Борнс переехал из Нью-Йорка, в котором прожил несколько лет, в Лос-Анджелес, штат Калифорния. В течение нескольких недель после его переезда исполнитель написал песню «10,000 Emerald Pools» в сотрудничестве с музыкантом Джеком Кеннеди.

## Дискография

### Студийные альбомы
| 2015                                      | Dopamine - Релиз: 16 октября - Лейбл: Interscope - Форматы: CD, ЦД    | 24 | 2 | 2 | 56 |
| 2018                                      | Blue Madonna - Релиз: 12 января - Лейбл: Interscope - Форматы: CD, ЦД |    |   |   |    |
| «—» ставится, если альбом не попал в чарт |                                                                       |    |   |   |    |

### Мини-альбомы
| 2012                                      | A Dream Between - Релиз: 25 января - Лейбл: Rezidual | —   | — | —  | —  |
| 2014                                      | Candy - Релиз: 10 ноября - Лейбл: Interscope         | 104 | 2 | 15 | 22 |
| «—» ставится, если альбом не попал в чарт |                                                      |     |   |    |    |

## Фильмография
| Год  |   | Русское название | Оригинальное название | Роль  |
| ---- | - | ---------------- | --------------------- | ----- |
| 2014 | в | День-День        | DayxDay               | Камео |